# Скалки (фільм, 1921)
«Скалки» (нім. Scherben) — німий німецький фільм, знятий у 1921 році в експресіоністському стилі режисером Лупу Піком за сценарієм Карла Майєра. Вважається першим фільмом німецького камершпіле у кіно.

## Сюжет
Серед засніжених, лісистих пагорбів самотньо живе зі своєю дружиною і донькою шляховий обхідник (Вернер Краус). Приїзд ревізора, що здійснює перевірку цієї ділянки, порушує монотонне життя глухомані і перевертає все догори дном. Ревізор закохується в доньку обхідника, і та швидко йде йому на поступки. Заставши коханців у ліжку, благочестива мати тієї ж ночі йде до церкву і замерзає. Донька благає ревізора узяти її з собою до міста і, ображена грубою відмовою, мстить йому тим, що про все розповідає батькові. Повага до влади веліла обхідникові боязко постукати в двері ревізора, але уявлення про моральний борг переважають, і він душить спокусника. Потім він йде на колії і, розмахуючи сигнальним ліхтарем, зупиняє потяг. Пасажири в салон-вагоні здивовані раптовою зупинкою і не виявляють ніякої цікавості до поведінки обхідника. «Я — вбивця», — говорить шляховий обхідник машиністові. А зі скелі, навислої над залізничним полотном, збожеволіла дівчина дивиться у хвіст потягу, що віддаляється разом з її батьком.

## В ролях
| Актор                  |  | Роль               |
| ---------------------- |  | ------------------ |
| Вернер Краус           |  | шляховий обхідник  |
| Едіт Поска             |  | донька обхідника   |
| Герміна Штрассман-Вітт |  | дружина обхідника  |
| Пауль Отто             |  | шляховий інспектор |
| Лупу Пік               |  | подорожуючий       |

## Факти
Фільм вважаються першою позбавленою написів (інтертитрів) стрічкою. У ньому присутній лише один напис: «Я — вбивця!».